# Stäubli International AG
Pour les articles homonymes, voir Stäubli.
Stäubli International AG est une entreprise active dans le secteur des solutions industrielles et mécatroniques.

## Localisation
Le groupe, fondé en 1892 à Horgen sous le nom de Schelling & Stäubli, est aujourd'hui basé à Pfäffikon, en Suisse.
La société suisse s'installe en 1909 en France, dans le bassin industriel de Faverges, à proximité du lac d'Annecy en Haute-Savoie.
Le groupe compte 6 000 employés et est présent dans 28 pays (filiales commerciales, SAV, PR) et a un réseau de distribution dans 50 pays et 4 continents. Il comprend 15 sites de production industrielle, dont trois sites importants en France à Faverges (robot, textile et raccord), Chassieu Lyon (textile) et Hésingue (connecteurs électriques), puis en Allemagne à Bayreuth, Weil am Rhein et Essen, en Suisse à Sargans et Allschwil, mais aussi en Italie à Carate Brianza, aux États-Unis à Duncan et Windsor et Chine à Hangzhou.